# Gotch-Zbyszko World's Championship Wrestling Match
Gotch-Zbyszko World's Championship Wrestling Match è un cortometraggio muto del 1910. Non viene riportato né il nome del regista, né quello dell'operatore. Il breve documentario registra un incontro di wrestling tra il campione polacco Stanislaus Zbyszko e il campione del mondo dei pesi massimi Frank Gotch.
Stanislaus Zbyszko (1879-1967) e Frank Gotch (1878-1917) si erano già battuti nel novembre 1909 a Buffalo. Il loro secondo grande incontro fu disputato il 1º giugno 1910 e finì con la vittoria di Gotch che però venne contestata dal lottatore polacco, messo al tappeto una prima volta da una mossa a sorpresa di Gotch mentre, secondo l'usanza europea, Zbyszko gli stava dando la mano all'inizio dell'incontro. Gotch gettò a terra Zbyszko definitivamente dopo ventisette minuti.

## Produzione
Il film fu prodotto dalla Selig Polyscope Company

## Distribuzione
Distribuito dalla General Film Company, il film - un cortometraggio in una bobina - uscì nelle sale cinematografiche statunitensi il 2 luglio 1910.